# Glee Cast
Glee Cast is de artiestennaam van de groep fictieve hoofdpersonages van de televisieserie Glee. Onder deze naam heeft de groep over de hele wereld meer dan honderd singles uitgebracht.
Glee Cast bestaat uit de volgende personages: Artie Abrams, Rachel Berry, Tina Cohen-Chang, Quinn Fabray, Finn Hudson, Kurt Hummel, Mercedes Jones, Santana Lopez, Brittany Pierce, Noah Puckerman en Will Schuester. Hun discografie bestaat uit tien uitgebrachte albums. Daarnaast heeft de groep extended plays uitgebracht.

## Discografie

### Albums
| Album met eventuele hitnotering(en) in de Nederlandse Album Top 100 | Datum van verschijnen | Datum van binnenkomst | Hoogste positie | Aantal weken | Opmerkingen |
| ------------------------------------------------------------------- | --------------------- | --------------------- | --------------- | ------------ | ----------- |
| Glee: The Music, Volume 1                                           | 22-10-2010            | 30-10-2010            | 9               | 21           | Soundtrack  |
| Glee: The Music, Volume 2                                           | 12-11-2010            | 20-11-2010            | 16              | 18           | Soundtrack  |
| Glee: The Music, The Christmas Album                                | 19-11-2010            | 27-10-2010            | 43              | 5            | Soundtrack  |
| Glee: The Music, Volume 3 Showstoppers                              | 07-01-2011            | 22-01-2011            | 22              | 11           | Soundtrack  |
| Glee: The Music, Volume 4                                           | 26-11-2010            | 26-03-2011            | 24              | 11           | Soundtrack  |
| Glee: The Music, Volume 5                                           | 08-03-2011            | 21-05-2011            | 27              | 4            | Soundtrack  |
| Glee: The Music Presents the Warblers                               | 19-05-2011            | -                     |                 |              | Soundtrack  |
| Glee: The Music, Volume 6                                           | 03-02-2012            | 09-07-2011            | 83              | 2            | Soundtrack  |
| Glee: The 3D concert movie                                          | 08-08-2011            | 10-09-2011            | 98              | 1            | Soundtrack  |
| Glee: The Music, The Christmas Album Volume 2                       | 05-12-2011            | -                     |                 |              | Soundtrack  |
| Glee: The Music, Volume 7                                           | 05-12-2011            | 28-01-2012            | 47              | 4            | Soundtrack  |
| Glee: The Music, The Graduation Album                               | 03-08-2012            | -                     |                 |              | Soundtrack  |
| Glee: The Music, Season 4, Volume 1                                 | 27-11-2012            | -                     |                 |              | Soundtrack  |
| Glee: The Music, The Christmas Album Volume 3                       | 11-12-2012            | -                     |                 |              | Soundtrack  |

| Album met hitnotering(en) in de Vlaamse Ultratop 200 albums | Datum van verschijnen | Datum van binnenkomst | Hoogste positie | Aantal weken | Opmerkingen |
| ----------------------------------------------------------- | --------------------- | --------------------- | --------------- | ------------ | ----------- |
| Glee: The music, Volume 1                                   | 2010                  | 15-01-2011            | 69              | 11           | Soundtrack  |
| Glee: The music, Volume 2                                   | 2010                  | 12-05-2011            | 77              | 3            | Soundtrack  |
| Glee: The music, Volume 3 Showstoppers                      | 2011                  | 19-03-2011            | 73              | 6            | Soundtrack  |
| Glee: The music, Volume 4                                   | 2010                  | 02-04-2011            | 61              | 8            | Soundtrack  |

### Extended plays
| Album met eventuele hitnotering(en) in de Nederlandse Album Top 100 | Datum van verschijnen | Datum van binnenkomst | Hoogste positie | Aantal weken | Opmerkingen |
| ------------------------------------------------------------------- | --------------------- | --------------------- | --------------- | ------------ | ----------- |
| Glee: The Music, The Power of Madonna                               | 26-04-2010            | 11-12-2010            | 93              | 1            | Soundtrack  |
| Glee: The Music, Journey to Regionals                               | 08-06-2010            | -                     |                 |              | Soundtrack  |
| Glee: The Music, The Rocky Horror Glee Show                         | 19-10-2010            | -                     |                 |              | Soundtrack  |
| Glee: The Music, Love Songs                                         | 29-12-2010            | -                     |                 |              | Soundtrack  |
| Glee: The Music, Dance Party                                        | 06-08-2011            | -                     |                 |              | Soundtrack  |
| Britney 2.0                                                         | 18-08-2012            | -                     |                 |              | Soundtrack  |
| Glee: The Music Presents Glease                                     | 06-11-2012            | -                     |                 |              | Soundtrack  |

### Singles
| Single met eventuele hitnotering(en) in de Nederlandse Top 40 | Datum van verschijnen | Datum van binnenkomst | Hoogste positie | Aantal weken | Opmerkingen                  |
| ------------------------------------------------------------- | --------------------- | --------------------- | --------------- | ------------ | ---------------------------- |
| Defying gravity                                               | 2010                  | -                     |                 |              | Nr. 59 in de Single Top 100  |
| Lean on me                                                    | 2010                  | -                     |                 |              | Nr. 100 in de Single Top 100 |
| Don't stop believin'                                          | 2010                  | -                     |                 |              | Nr. 91 in de Single Top 100  |
| My life would suck without you                                | 2010                  | -                     |                 |              | Nr. 94 in de Single Top 100  |